# Zotto (Langobarde)
Zotto (auch: Zoto, Zottone, Zotone) († Frühjahr 591 in Benevent), war in den Jahren 571 bis 591 Herzog von Benevent.

## Leben
Die Langobarden drangen um 570, von Norden kommend, auch in Mittelitalien ein und drängten dabei die Byzantiner auf deren befestigte Plätze an der Küste zurück. Zu größeren Schlachten kam es nicht, vielmehr erfolgte eine Durchdringung des Landes durch so genannte farae, größere wandernde Verbände von Langobarden, die zugleich Siedler und bewaffnete Truppe waren und jeweils unter der Führung eines Anführers standen, der nach vollendeter Landnahme zum Herzog des jeweils besetzten Territoriums wurde. Für die nach Süden vordringenden Langobarden übernahm Zotto diese Rolle, der zunächst noch unter der formalen Oberhoheit der ersten beiden Langobardenkönige Alboin und Cleph stand. Die Stadt Benevent wurde 571 Sitz des dux (Herzog) Zotto. Während des zehnjährigen königslosen Interregnums, das auf den Tod Clephs folgte (574–584) konnte er völlig souverän regieren. So führte er den Kampf gegen Byzanz weiter, um sein Herrschaftsgebiet auszudehnen. Im Jahre 577 verwüstete er etwa Kampanien, wobei insbesondere Aquino und das Kloster Monte Cassino stark in Mitleidenschaft gezogen wurden. Die Mönche des Klosters – wie auch viele andere katholische Geistliche der Gegend, die in den arianischen Eroberern Ketzer sahen – flohen nach Rom oder in die byzantinisch gebliebenen Hafenstädte. Doch bereits 579 belagerten die Langobarden erstmals auch Rom und zwei Jahre später Neapel, ohne diese Städte einnehmen zu können. Auch nach der Wiedererrichtung des langobardischen Königtums im Jahre 584 durch Authari (584–590) behielt Zotto, bis zu seinem Tod im Frühjahr 591, seine unabhängige Stellung. Als Zotto 591 starb, setzte Agilulf (590–615), der König der Langobarden, den aus Friaul stammenden Arichis I. als dessen Nachfolger ein.